# Telepsogina adelognathi
Telepsogina adelognathi är en stekelart som beskrevs av Karl-Johan Hedqvist 1958. Telepsogina adelognathi ingår i släktet Telepsogina och familjen puppglanssteklar.
Artens utbredningsområde är Sverige. Arten är reproducerande i Sverige. Inga underarter finns listade i Catalogue of Life.